# Trajni kolač
Trajni kolač je vrsta slatkog prehrambenog proizvoda.
Razlikuje se od običnog kolača, po tome što je izvorno zapakiran, a ovisno o zakonodavstvima, rok valjanosti mu varira; u Hrvatskoj je to preko 30 dana.